# Abbazia di Santa Maria a Cappella Vecchia
L'abbazia di Santa Maria a Cappella Vecchia è un complesso monastico di Napoli, con ingresso nell'omonima via, nei pressi di Piazza dei Martiri. È identificato come a Cappella Vecchia da quando fu costruita, a poca distanza, una seconda chiesa, chiamata a Cappella Nuova e oggi non più esistente.

## Storia
Nel V secolo sorse una cappella dedicata alla Vergine Maria, nel luogo in cui, secondo un'antica tradizione, esisteva un tempio dedicato a Serapide. Più tardi venne trasformata in una abbazia, divenendo prima monastero dei basiliani (dal 1134 fino al XV secolo) e poi dei benedettini.
Fu proprio grazie ai monaci benedettini nel monastero che alla fine del XIII secolo si hanno notizie documentate dell'abbazia.
Alla fine del XV secolo i benedettini lo cedettero ai monaci olivetani che, sotto la cura del nobiluomo Fabrizio de Gennaro, lo ristrutturarono completamente; i lavori di trasformazione dell'originale struttura tardo gotica in una struttura in puro stile rinascimentale furono conclusi nel 1506; risale a quest'epoca il portale marmoreo, con le insegne del de Gennaro.
Alla metà del XVIII secolo, a seguito di un violento incendio, il complesso fu sottoposto ad un generale intervento di ristrutturazione, per il cui finanziamento i monaci decisero, con regolare permesso della Curia, di cedere in enfiteusi parte del monastero ed il giardino superiore al marchese Giuseppe Sessa: costui prima di stipulare il contratto fece redigere, nel 1741, dall'ingegnere Martino Buonocore, una perizia sulla consistenza dei beni che si accingeva ad acquisire. Da questa perizia si evince che il monastero, all'epoca, aveva già subito numerose alterazioni rispetto alla struttura originaria e soprattutto risulta che era già stato murato l'ambulacro del chiostro, le cui campate, per mezzo dell'aggiunta di muri di consolidamento fra le colonne e gli archi, erano state trasformate in stanzette per il comodo dei monaci; durante il restauro avvenuto agli inizi del XXI secolo, le colonne del portico, rimaste in situ e occultate nelle murature antiche, sono state rimesse alla luce.
Nel 1788, a seguito della soppressione degli ordini religiosi e dell'acquisizione del complesso alla proprietà regia, il monastero, liberato dai monaci, fu assegnato alle Scuole Normali Napoletane e la chiesa fu concessa alla congrega del SS. Sacramento della Corporazione dei Repostieri.
Alla fine dell'Ottoceno il monastero, oramai in cattive condizioni strutturali e locative, fu diviso e venduto nuovamente a privati: la parte più esterna, quella a cavallo della strada, con il cinquecentesco portale marmoreo di accesso al sagrato, fu acquistata dagli Acquaviva di Boiano, che ancora oggi la abitano; la parte più interna, quella attorno al chiostro, che costituisce l'attuale palazzo, fu acquistata dai Mancini di Castellana, che, frazionandola ulteriormente senza fare alcun intervento di manutenzione, ne ricavarono case d'affitto, le quali, date le condizioni di fatiscenza in cui versava l'immobile, furono destinate ad un ceto assai povero.
Per quasi un secolo, il palazzo, ora detto "Mancini di Castellana", ha mantenuto tale destinazione d'uso subendo, pertanto, dagli innumerevoli locatari succedutisi nel tempo, infinite manomissioni, alterazioni, aggiunte, demolizioni tutte con lo scopo di adattare l'antica struttura alle esigenze sempre più pressanti di una condizione moderna.
Nel 1997 i nuovi proprietari hanno finanziato un ampio progetto di restauro, terminato solo nel 2003, eseguito secondo un'idea di rinnovata unità formale, organica ed ordinata, il più possibile prossima a quella originale.
La chiesa è sconsacrata ed è stata venduta a privati, nonché adibita all'uso di palestra, in attività ancora oggi, ma all'interno sono ancora riscontrabili elementi dell'architettura gotica; lungo la navata e l'abside vi sono anche pregevoli decorazioni barocche. Gli altari marmorei, le tele settecentesche di Paolo De Matteis (Immacolata, San Michele abbatte il demonio), Alfonso Di Spigna (Santa Barbara) e Nicola Menzele (Cristo davanti a Caifa) e le splendide sculture marmoree rinascimentali di Girolamo Santacroce vennero trasferite in altre sedi.